# Worcestershire County Cricket Club
Le Worcestershire County Cricket Club est un club de cricket anglais qui représente le comté traditionnel du Worcestershire. C'est l'une des dix-huit équipes qui participent aux principales compétitions anglo-galloises. L'équipe première porte le surnom de Worcestershire Rapids pour les matchs à nombre limité de séries. Fondé en 1865, le club participe pour la première fois au County Championship en 1899 et a remporté la compétition cinq fois depuis. Il joue la plupart de ses matchs à domicile au stade de New Road, à Worcester.

## Palmarès
- County Championship (5) : 1964, 1965, 1974, 1988, 1989.
- Friends Provident Trophy et prédécesseurs (1) : 1994.
- Pro40 et prédécesseurs (4) : 1971, 1987, 1988, 2007.
- Twenty20 Cup : aucun titre.
- Benson & Hedges Cup (1) : 1991.